# シアターセントラルBe館
シアターセントラルBe館（シアターセントラルビーかん）は、山梨県甲府市中央1-5-12にある映画館。

## 歴史

### 開館
1974年（昭和49年）には甲府東映劇場が甲府銀座ビルへ移転開業したが、1990年代後半になると甲府市街地に相次いで複合型映画館が開業したり既存映画館が拡張されるなどした。これに対し甲府セントラル劇場のスクリーン数は1つしかなかったことから、運営会社の中央興業は甲府銀座ビルに隣接する場所に甲府セントラル劇場の補助的役割を持つ施設を建てることにした。
1996年（平成8年）12月14日にシアターセントラルBe館が営業を開始。館名は甲府東映劇場から改名した甲府東映セントラルのB館という意味であると同時に、「～である、～にいる」などのbe動詞という意味も持つダブル・ミーニングである。実際に上映作品は甲府東映セントラルと連動しており、需要に合わせて甲府東映セントラルとシアターセントラルBe館とで上映作品の組み換えを行なうこともあった。

### 甲府東映セントラル休館後
甲府銀座ビルの老朽化や所有者の変更などにより、2008年（平成20年）には甲府東映セントラルが上映を休止し、翌2009年（平成21年）6月に正式に閉館となった。シアターセントラルBe館は独立した映画館として引き続き営業を続け、同時に旧作を中心としたミニシアターへ移行した。
甲府東映セントラルが閉館した後はグランパーク東宝8と甲府武蔵野シネマ・ファイブが2011年（平成23年）に、甲宝シネマが2013年（平成25年）に閉館した。甲府市内で営業中の映画館はシアターセントラルBe館および成人映画館の甲南劇場のみとなったが、甲南劇場も2021年（令和3年）11月23日をもって閉館したことで甲府市唯一の映画館となった。

### 休館
2020年（令和2年）4月から5月21日まで、新型コロナウイルス感染症流行の影響で臨時休館。再開後も小規模系作品をメインに営業を継続したが、コロナ禍で減少した客足を取り戻すことが出来なかったことを主な理由として、2023年（令和5年）12月14日をもって休館した。27年の歴史に一旦幕を引いたことにより、2001年（平成13年）時点で27スクリーンあり、「人口に対するスクリーンの多さは全国1、2を争う」とまで言われた甲府市からシネマコンプレックスを含む映画館が一時消滅した。休館後も劇場のレンタルやイベント上映による営業は行われていた他、レストラン「ボンマルシェ」は営業を続けており、中央興業の本社所在地として法人登録（法人番号1090001003397）もされている。

### 営業再開
2025年（令和7年）4月30日、同年5月2日から営業を再開することを発表。予定通り、同日から営業を再開した。

## 施設

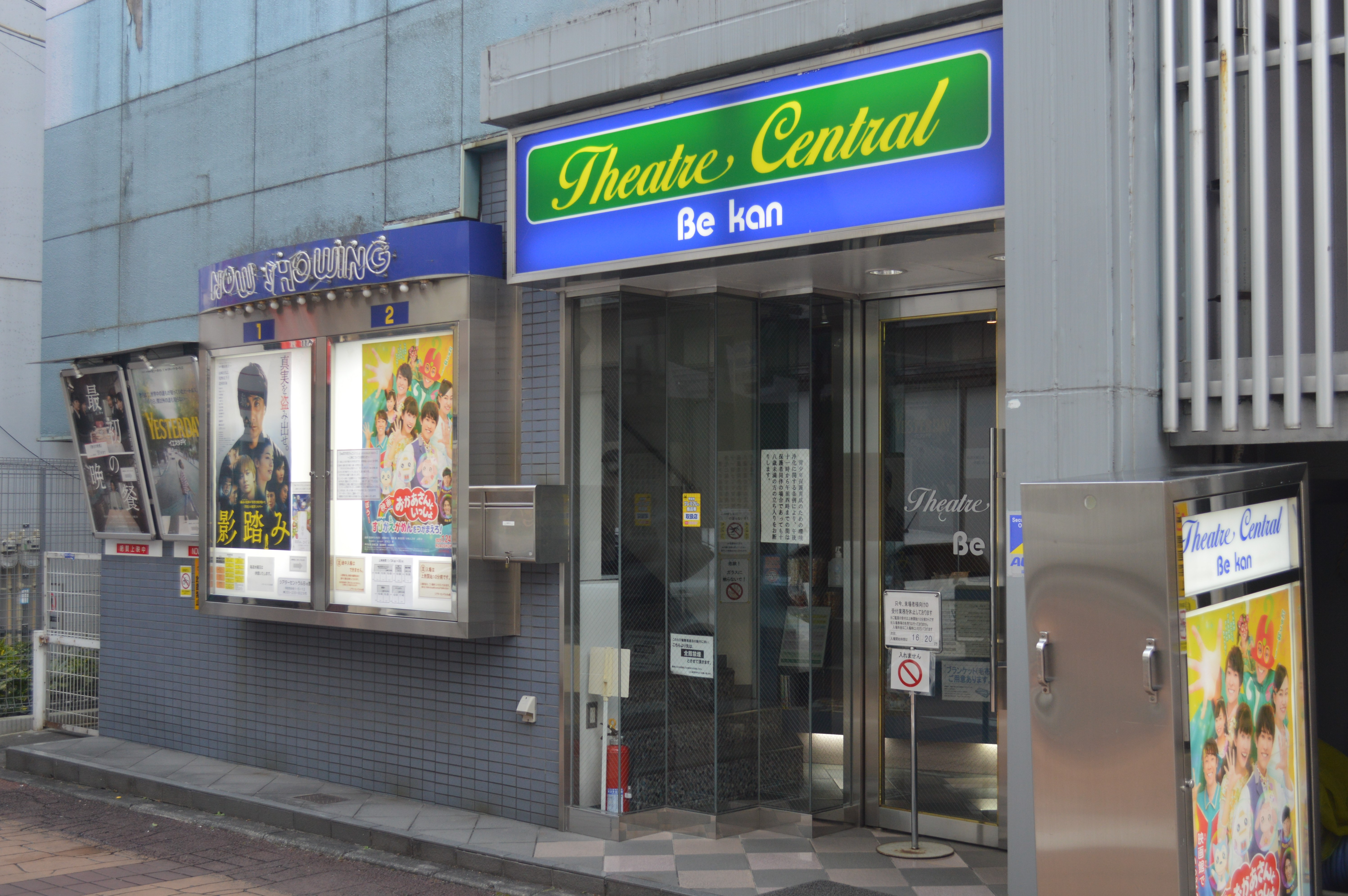
施設入口

建物は4階建てであり、2階に120席、3階に80席のスクリーンを設けている。1階は映画館ロビーのほかに、当地で以前から営業をしていたレストラン「ボンマルシェ」（1965年創業）が入居した。4階は映写室であり、最新のデジタル映写機を導入している。
| スクリーン名 | 定員（座席）数 |                            |
| ------------ | -------------- | -------------------------- |
| スクリーン1  | 120席          | ドルビーサラウンド7.1、SRD |
| スクリーン2  | 80席           | ドルビーサラウンド7.1、SRD |